# Матомидай (город, Миннесота)
Матомидай (англ. Mahtomedi) — город в округе Вашингтон, штат Миннесота, США. На площади 13 км² (9,3 км² — суша, 3,7 км² — вода), согласно переписи 2002 года, проживают 7563 человека. Плотность населения составляет 809 чел./км².
- Телефонный код города — 651
- Почтовый индекс — 55115
- FIPS-код города — 27-39428[1]
- GNIS-идентификатор — 0647391[2]